# Жул Папер
Жул Папер (познат као Петатје, 5. новембар 1905. — 30. децембар 1945) био је белгијски фудбалер.
Био је дефанзивац и капитен Унион Сент-Гилојсеа 1930-их. Био је шампион Белгије три пута узастопно од 1933. до 1935. године. Унион је био непоражен 60 мечева.
Од 1932. до 1934. одиграо је четири меча за белгијски национални тим, али резултати нису били тако добри као на клупском нивоу: 3 пораза, 1 реми, 10 постигнутих голова, 23 примљена гола.
По њему је назван Куп Жул Папер.